# دهستان رپلا
دهستان رپلا (به لاتین: Rapla Parish) یک منطقهٔ مسکونی در استونی است که در شهرستان راپلا واقع شده‌است.

## خصوصیات
دهستان رپلا ۲۴۳٫۳ کیلومترمربع مساحت و ۹٬۶۵۲ نفر جمعیت دارد.